# Maria Adelaide Coelho da Cunha
Maria Adelaide Coelho da Cunha née à Lisbonne, le 13 octobre 1869, morte à Porto, le 23 novembre 1954, est une femme de lettres portugaise. Elle fait l'objet d'un internement abusif en psychiatrie qui provoque un scandale et secoue la société portugaise.

## Biographie
Née le 13 octobre 1869, Maria Adelaide Coelho da Cunha est la fille d'Eduardo Coelho et de D. Maria da Conceição Costa Coelho. Son père fonde en 1864 avec Tomás Quintino Antunes, le quotidien Diário de Notícias. Elle hérite de son père mort en 1889. Le 19 avril 1890, elle se marie avec Alfredo da Cunha, qui devient administrateur et directeur du journal.
Le 13 novembre 1918, Maria Adelaide Coelho da Cunha quitte le domicile conjugal. Elle s'installe avec Manuel Claro, le chauffeur de la famille, de 20 ans son cadet, à Santa Comba Dão, la ville natale de Manuel.

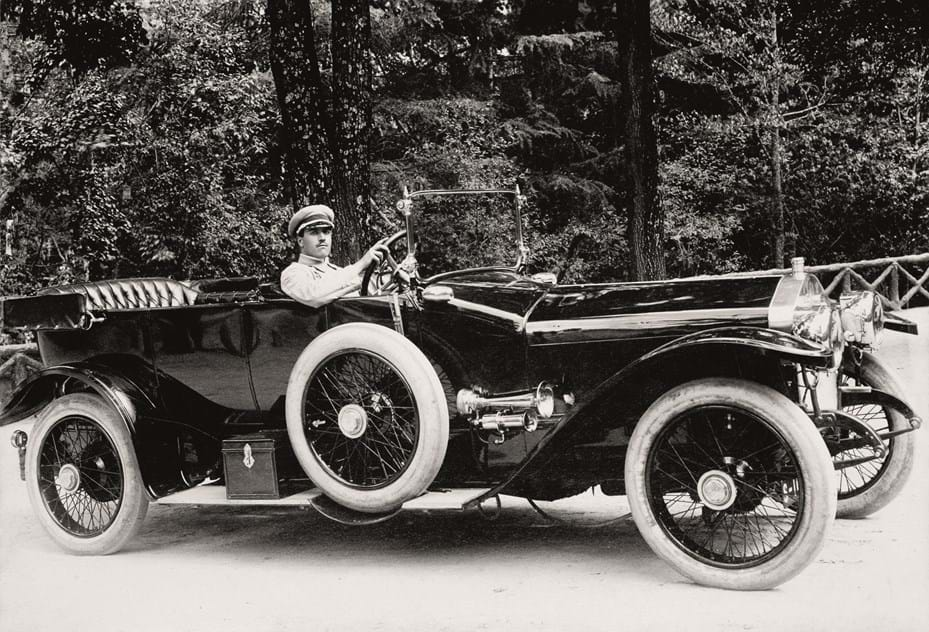
Manuel Cardoso Claro

Le couple est retrouvé peu de temps après. Manuel Claro est emprisonné à la Cadeia da Relação de Porto, où il reste quatre ans sans être inculpé. Maria Adelaide Coelho da Cunha est internée à l'hôpital Conde de Ferreirn caa. Une commission médicale formée des aliénistes portugais les plus célèbres de l'époque dont Júlio de Matos, António Egas Moniz et José Sobral Cid la déclare folle et incapable juridiquement. Maria Adelaide Coelho da Cunha se défend et fait éclater le scandale dans la presse.
Libérée en 1919, elle s'installe vivre à Porto. Son mari et son fils restent en possession de sa fortune. Cependant, le scandale est tel qu'il contraint Alfredo da Cunha à abandonner la direction de Diário de Notícias et à vendre la société de presse. Maria Adelaide Coelho da Cunha publie un premier récit Doida, Não !, en 1920. Son mari répond par la publication de Infelizmente Louca. Maria Adelaide Coelho da Cunha publie un deuxième ouvrage Doida, Não e Não ! en 1923.
L'hôpital Conde Ferreira fait l'objet d'une enquête journalistique, qui révèle que davantage de femmes sont hospitalisées sur demande de la famille afin de les punir. Le scandale est si important que la loi est modifiée.
L'incapacité judiciaire de Maria Adelaide Coelho da Cunha est levé, deux ans après la mort de son mari en 1944.
Maria Adelaide Coelho da Cunha, meurt le 23 novembre 1954, dans la paroisse de Ramalde, à Porto.
Le drame, qui fascine la haute société lisboète, inspire plusieurs œuvres, dont Doidos e Amantes d'Agustina Bessa Luís, le film Solo de Violino en 1992, réalisé par Monique Rutler, et le film L'Ordre moral, réalisé par Mário Barroso en 2020.

## Publications
- Doida, Não !, 1920
- Doida, Não e Não !, 1923